# لئون لاگرلوف
لئون لاگرلوف (انگلیسی: Leon Lagerlöf; ۸ آوریل ۱۸۷۰ – ۳۰ نوامبر ۱۹۵۱) ورزشکار ورزش تیراندازی اهل سوئد بود.
او در مسابقات کشوری و بین‌المللی در مجموع برندهٔ ۱ مدال نقره و ۱ مدال برنز شده‌است.